# Емілія Нільссон
Емілія Нільссон (швед. Emilia Nilsson, 21 квітня 2003) — шведська стрибунка у воду. Учасниця Чемпіонату світу з водних видів спорту 2022, де в стрибках з метрового трампліна і стрибках з триметрового трампліна посіла у фіналі 11-ті місця.